# Medalha Dirac (UNSW)
A Medalha Dirac (em inglês:  Silver Dirac Medal for the Advancement of Theoretical Physics) é concedida pela Universidade de Nova Gales do Sul (em inglês:  University of New South Wales - UNSW), em memória de Paul Dirac, lembrando suas aulas na universidade em 1975.

## Recipientes
- 1979 Hannes Alfvén
- 1981 John Clive Ward
- 1983 Nicolaas Bloembergen
- 1985 David Pines
- 1987 Robert Hofstadter
- 1988 Klaus von Klitzing
- 1989 Carlo Rubbia, Kenneth Wilson
- 1990 Norman Foster Ramsey
- 1991 Herbert Hauptman
- 1992 Wolfgang Paul
- 1996 Edwin Ernest Salpeter
- 2002 Heinrich Hora
- 2003 Edward Shuryak
- 2004 Iosif Khriplovich
- 2006 Roger Penrose
- 2008 Harald Fritzsch
- 2010 George Sudarshan
- 2011 Robert May
- 2012 Brian Schmidt
- 2013 Michael Pepper
- 2014 Serge Haroche
- 2015 Subir Sachdev
- 2016 Kenneth Freeman[1]
- 2017 Boris Altshuler[2]